# Candy kicks
「Candy kicks」（キャンディ キックス）は、日本のシンガーソングライター・辻詩音のメジャーデビューシングル。

## 解説
デビュー作となる本楽曲は、発売以前に日本全国の46局のラジオ/テレビ局でパワープレイされた。この局数は、10代の女性ソロ歌手によるパワープレイ数としては史上最多記録である。また、辻は本曲で第2回レコ直新人杯グランプリを獲得した。

## 収録曲
1. Candy kicks (4:15)
TBS系音楽番組『COUNT DOWN TV』2008年11月度オープニングテーマ。
2. 17 (3:50)
3. Take me home (4:32)
4. Candy kicks (Instrumental) (4:15)

全曲、作詞/作曲：辻詩音 編曲：mw

## 収録アルバム
- Catch!（#1, #3） - #3はアルバムバージョンでの収録。
- わたしの王国（#1） - 「Candy kicks -2007 ver.-」のタイトルで収録。